# Aarón Sáenz

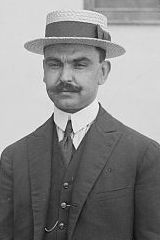
Aarón Sáenz Garza, 1922

Aarón Sáenz Garza (Monterrey, 1 juni 1891 - Mexico-Stad, 25 februari 1983) was een Mexicaans politicus en ondernemer.
Sáenz was afkomstig uit de deelstaat Nuevo León en was afgestudeerd in de rechtsgeleerdheid. Tijdens de Mexicaanse Revolutie sloot hij zich aan bij het Constitutionalistische Leger van Venustiano Carranza. Hij sloot zich aan bij het Plan van Agua Prieta en werd onderminister van buitenlandse zaken onder president Adolfo de la Huerta (1920) en werd door diens opvolger Álvaro Obregón (1920-1924) tot ambassadeur in Brazilië benoemd. Onder het presidentschap van Plutarco Elías Calles (1924-1928) was hij minister van buitenlandse zaken, waarbij hij de onderhandelingen leidde met de Verenigde Staten, die hadden gedreigd met een oorlog wanneer Mexico de olie-industrie zou nationaliseren.
Van 1927 tot 1931 was hij gouverneur van Nuevo León. Na de moord op Álvaro Obregón, die wederom tot president was gekozen, door de extremistische katholiek José de León Toral, waarbij Saénz overigens aanwezig was, gold hij als mogelijk presidentskandidaat voor de nieuwe verkiezingen voor de pas opgerichte Nationaal Revolutionaire Partij (PRI) in 1929. Daar Saénz echter protestants was, in tegenstelling tot de overgrote meerderheid van de Mexicaanse bevolking, werd besloten Pascual Ortiz Rubio aan te wijzen. Een groep officieren die de keuze voor Ortiz Rubio niet accepteerden, geleid door José Gonzalo Escobar, kwamen in opstand tegen Calles maar Sáenz sloot zich hier niet bij aan en de opstand werd neergeslagen. Onder Ortiz Rubio diende hij korte tijd als minister van onderwijs en vervolgens minister van industrie en handel. Hoewel hij aanvankelijk een revolutionair was geweest, voerde Sáenz een wet door waarbij het arbeiders verboden was onafhankelijke vakbonden op te richten. Van 1932 tot 1935 was hij regent van het Federaal District.
Nadat Calles in 1935 werd verbannen stapte hij uit de politiek en richtte hij zich op het zakenleven. Hij wist schatrijk te worden in de suikerindustrie, en stichtte een zakenfamilie die vandaag de dag nog steeds invloedrijk is. Sáenz was een van de laatste overlevende leiders uit de Mexicaanse revolutie. Hij overleed op 92-jarige leeftijd in Mexico-Stad.
- International Standard Name Identifier: 0000 0001 2098 7162
- Library of Congress Control Number: n94003457
- Nationale Bibliotheek van Israël: 987007281095605171
- Système universitaire de documentation: 148336159
- Virtual International Authority File: 261390845
- WorldCat: E39PBJpV7PvJmyMkrCT8ddmyBP